# Rozendaalbeek
De Rozendaalbeek is een beek in het dorp Vissenaken, deelgemeente van Tienen (Vlaams-Brabant, België).
De Rozendaalbeek vloeit in de Rozendaalvallei.
De oude benaming van de Rozendaalbeek was Ransbeek, dit is de beek van de raaf. De benaming Rozendaalbeek is niet ouder dan de 19e eeuw. Het eerste lid Rozen heeft niets met de bekende bloem te maken, maar komt uit het Oudnederlands rausa dat riet betekent. Hetzelfde woord vinden we in namen als Roosbeek. Het tweede lid dale is een oude datief enkelvoud bij dal 'vallei'.
De Rozendaalbeek vloeit van zuid naar noord en mondt in Vissenaken zelf in de Oude Velp uit.